# Lethades punctatissimus
Lethades punctatissimus är en stekelart som först beskrevs av Gabriel Strobl 1903.  Lethades punctatissimus ingår i släktet Lethades och familjen brokparasitsteklar. Inga underarter finns listade i Catalogue of Life.